# Lakshmichhari
Lakshmichhari è un sottodistretto (upazila) del Bangladesh situato nel distretto di Khagrachhari, divisione di Chittagong. Si estende su una superficie di  220,15 km² e conta una popolazione di 16.676 abitanti (dato censimento 1991).